# Helman Mkhalele
Helman Mkhalele (KwaZulu-Natal, Sudáfrica, 20 de octubre de 1969) es un exfutbolista y entrenador de fútbol de Sudáfrica que jugaba en la posición de centrocampista. Actualmente es entrenador adjunto de Sudáfrica.

## Carrera

### Club
| Periodo   | Club            | Apariciones | Goles |
| --------- | --------------- | ----------- | ----- |
| 1990–1993 | Jomo Cosmos     | 97          | 25    |
| 1993–1997 | Orlando Pirates | 138         | 23    |
| 1997–1998 | Kayserispor     | 23          | 6     |
| 1998–2001 | Ankaragücü      | 58          | 1     |
| 2001–2003 | Göztepe SK      | 53          | 3     |
| 2003–2005 | Malatyaspor     | 50          | 3     |
| 2005–2008 | Jomo Cosmos     | 14          | 1     |

### Selección nacional
Debutó con Sudáfrica el 26 de noviembre de 1994 en la victoria por 2-1 ante Ghana en un partido amistoso en Johannesburgo. Su primer gol internacional fue el 26 de abril de 1995 en la victoria por 3-0 ante Lesoto en un partido amistoso en Maseru y su último partido internacional lo jugó el 5 de mayo de 2001 en la victoria por 2-1 ante Zimbabue en Johannesburgo por la clasificación de CAF para la Copa Mundial de Fútbol de 2002, con lo que jugó 66 partidos internacionales y anotó ocho goles.
Participó en la Copa Mundial de Fútbol de 1998, en la Copa FIFA Confederaciones 1997 y en tres ediciones de la Copa Africana de Naciones, donde fue campeón en la edición de 1996.
| #  | Fecha      | Sede                                                 | Rival           | Resultado | Torneo                                                  |
| -- | ---------- | ---------------------------------------------------- | --------------- | --------- | ------------------------------------------------------- |
| 1. | 26-4-1995  | Setsoto Stadium, Maseru, Lesoto                      | Lesoto          | 3–0       | Amistoso                                                |
| 2. | 24-11-1995 | Mmabatho Stadium, Mafikeng, Sudáfrica                | Egipto          | 2–0       | Simba Cup                                               |
| 3. | 8-6-1997   | First National Bank Stadium, Johannesburg, Sudáfrica | Zambia          | 3–0       | Clasificación para la Copa Mundial de Fútbol de 1998    |
| 4. | 7-12-1997  | Ellis Park Stadium, Johannesburg, Sudáfrica          | Brasil          | 1–2       | Amistoso                                                |
| 5. | 13-12-1997 | King Fahd II Stadium, Riad, Arabia Saudita           | República Checa | 2–2       | Copa FIFA Confederaciones 1997                          |
| 6. | 17-12-1997 | King Fahd II Stadium, Riad, Arabia Saudita           | Uruguay         | 3–4       | Copa FIFA Confederaciones 1997                          |
| 7. | 11-2-1998  | Stade Municipal, Bobo-Dioulasso, Burkina Faso        | Costa de Marfil | 1–1       | Copa Africana de Naciones 1998                          |
| 8. | 20-6-1999  | Estádio da Cidadela, Luanda, Angola                  | Angola          | 2–2       | Clasificación para la Copa Africana de Naciones de 2000 |

### Entrenador
| Periodo   | Club                 |
| --------- | -------------------- |
| 2021-2022 | Sudáfrica sub-23     |
| 2021-2022 | Sudáfrica (interino) |

## Logros

### Club
- Premier Soccer League (1): 1994
- Copa Africana de Clubes Campeones (1): 1995

### Selección nacional
- Copa Africana de Naciones (1): 1996